# 세르히 나자렌코
세르히 유리요비치 나자렌코(우크라이나어: Сергій Юрійович Назаренко, 1980년 2월 16일 ~ )는 공격형 미드필더나 윙어로 활약했던 우크라이나의 전 축구 선수이다.
그는 현재는 사라진 우크라이나 축구 클럽 드니프로, 팜팀 드니프로-2와 드니프로-3, 그리고 크림반도에 기반을 둔 타우리야에서 미드필더로 활약한 것으로 유명하다.
나자렌코는 2003년부터 2012년까지 우크라이나 국가대표팀에서 뛰었으며 2006년 FIFA 월드컵과 UEFA 유로 2012에 소집되었다.

## 구단 경력
나자렌코는 고향인 키로보흐라드의 지르카 키로보흐라드에서 선수 생활을 시작했다. 1997년에 드니프로로 이적했고, 1999년 10월 3일에 주전으로 데뷔했지만 2002-03년 시즌이 되어서야 1군 경기에 출전했다.
2006-07년 시즌, 《스포츠 익스프레스》 신문이 실시한 여론 조사에 따르면 그는 우크라이나 프리미어리그에서 최고의 선수로 선정되었다.
7월 29일, 그는 메탈루르흐 도네츠크를 상대로 두 골을 넣은 후 32골로 올레 벤글린스키를 31골로 제치고 한 시즌 최다 득점 클럽 기록을 세웠다.
그는 드니프로와의 계약이 만료된 후 타우리야 심페로폴과 3년 계약을 체결했다. 2014년 여름, 나자렌코는 클럽 초르노모레츠 오데사와 계약했다. 2015년 1월 28일, 나자렌코가 초르노모레츠 오데사와 계약을 상호 해지했다는 보도가 나왔다.

## 국가대표팀 경력
나렌자코는 2003년 10월 11일, 마케도니아와의 경기에서 우크라이나 국가대표팀으로 데뷔했으며, 경기는 0-0 무승부로 끝났다. 2009년 2월 11일, 세르비아와의 친선 경기에서 나자렌코는 골을 넣었다. 2009년 6월 10일, 경기 시작 30분 만에 뒤처진 카자흐스탄을 상대로 중요한 승리를 거두기 위해 그의 두 배는 필수적이었다. 당시 그의 총 득점은 10골로 세르히 레브로우와 안드리 셰우첸코에 이어 우크라이나 국가대표팀 최다 득점자 명단에 올랐다.